# نيك باريت
نيك باريت (بالإنجليزية: Nicholas Barrett)‏ هو لاعب اتحاد الرغبي نيوزيلندي، ولد في 1 نوفمبر 1988 في Dannevirke ‏ في نيوزيلندا.

## وصلات خارجية
- نيكولاس باريت على موقع ItsRugby.co.uk (الإنجليزية)